# ایروبه یاسوناگا
ایروبه یاسوناگا (به ژاپنی: 色部安長); ۱ ژانویهٔ ۱۶۶۴ – ۹ سپتامبر ۱۷۴۱ یک سامورایی در اواسط دوره ادو اهل قلمروی یونه‌زاوا کارو (سامورایی) در خدمت خاندان اوئه‌سوگی در عمارت اربابی این خاندان در شهر ادو در ژاپن بود.
در روز چهاردهم ماه دوازدهم از سال ۱۷۰۳ (۳۰ ژانویه ۱۷۰۳)، هنگامی که محل اقامت کیرا یوشیناکا مورد حمله اُوایشی یوشیئو و چهل و هفت رونین قرار گرفت، یاسوناگا که به خاندان اوئه‌سوگی خدمت می‌کرد در محل کارش در عمارت اربابی نبود زیرا در سوگ پدرش، کاگمیتسو، در مرخصی بود. او در روز پانزدهم، یک روز پس از واقعه از این ماجرا مطلع شد. علاوه بر این، در داستان‌های خلاقانه‌ای که به حادثه آکو می‌پردازند، صحنه‌های زیادی وجود دارد که در آن اوئه‌سوگی تسونانوری پسر کیرا یوشیناکا، در تلاش است نیروهای خود را برای نجات پدرش از این حمله بفرستد، اما توسط یاسوناگا از این کار منصرف می‌شود.